# 1585

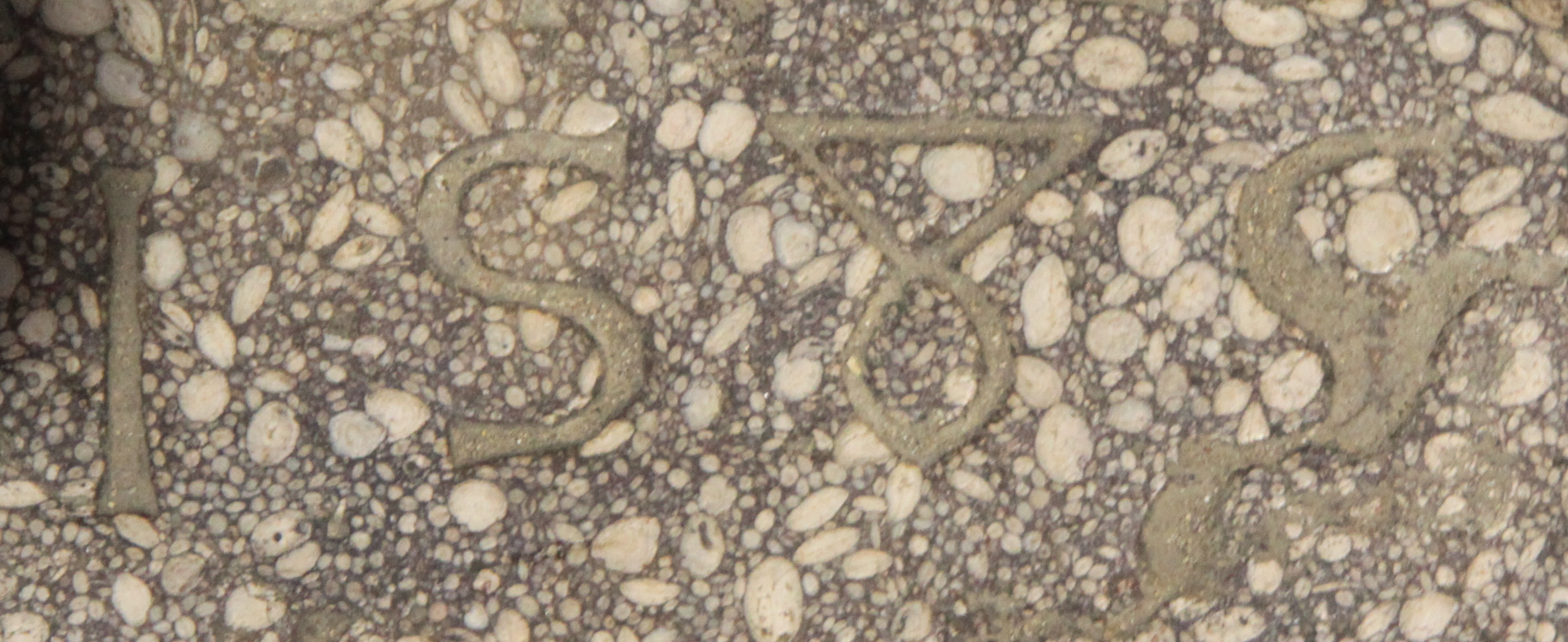
Làpida del monestir de Sant Pere de Besalú

## Esdeveniments
Països Catalans

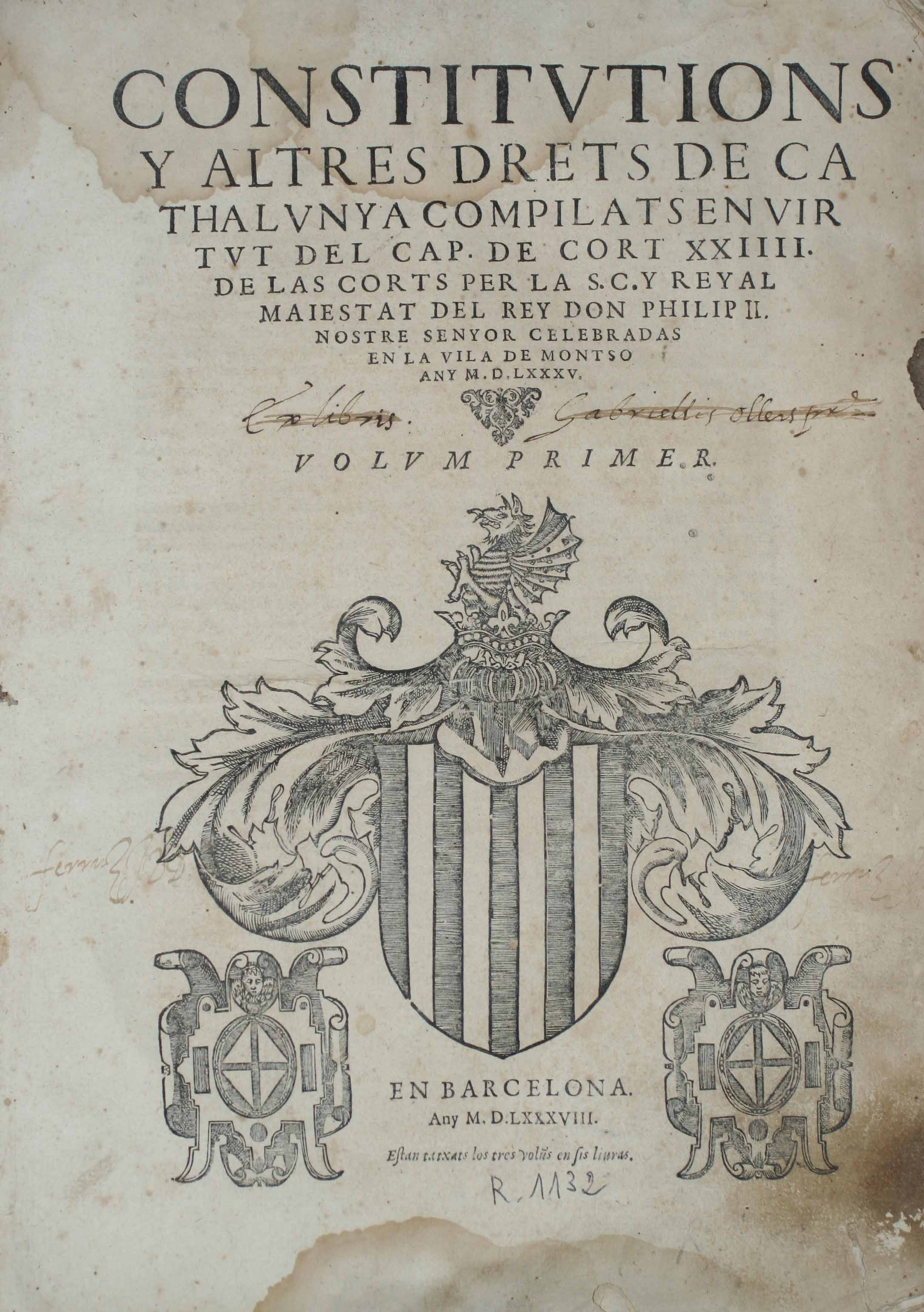
Compilació de les Constitucions de Catalunya, fetes a conseqüència de les Corts celebrades a Montsó el 1585

- Montsó: Corts de Montsó, les Corts Catalanes s'hi reuneixen.

Resta del món
- Amèrica del Nord: Fundació de la Colònia de Roanoke a l'Illa de Roanoke (Carolina del Nord) coneguda com La Colònia Perduda.

- 24 d'abril - Roma (Estats Pontificis)ː Elecció de Sixt V com a nou papa.[1]

## Naixements
Països Catalans
Resta del món
- 9 de setembre - París: Armand Jean du Plessis de Richelieu, el cardenal Richelieu, cardenal, noble i home d'estat francès (m. 1642).
- 4 de desembre - Derby, Derbyshire (Anglaterra): John Cotton, ministre de Nova Anglaterra (m. 1652).[2]

## Necrològiques
Països Catalans
- Montserrat: Benet de Tocco, 69è President de la Generalitat de Catalunya.

Resta del món
- 6 de març: Richard de Renvoisy, canonge i compositor fou cremat viu acusat de pedofília amb els seus alumnes.
- 2 d'abril: Ridwan Pasha, beglerbegi otomà del Iemen al segle xvi.
- 10 d'abril, Roma, Estats Pontificis: Gregori XIII, 226è papa (n. 1502).[3]
- 27 desembre, Turena, Regne de França: Pierre de Ronsard, poeta.